# Althangrund
| Althangrund | Althangrund |
| ----------- | ----------- |
| Wappen      | Karte       |
|             |             |

Der Althangrund war bis 1850 eine eigenständige Gemeinde (Vorstadt) und ist heute ein Stadtteil Wiens im 9. Wiener Gemeindebezirk Alsergrund.

## Geographie
Der Althangrund liegt im Nordosten des Alsergrunds. Im Norden grenzt der Bezirksteil an die Döblinger Bezirksteile Heiligenstadt und Oberdöbling, im Westen an den Thurygrund und Lichtental und im Süden an die Roßau. Im Osten bildet der Donaukanal die Grenze. Die heutigen Grenzen zu den Bezirksteilen verlaufen somit vom Donaukanal bis zur Alserbachstraße Nr. 27, folgt dann der Fechtergasse ab Nr. 16 bis zur Althanstraße, dann weiter über dem Lichtenwerder Platz zur Heiligenstädter Straße, Gürtelbrücke, Spittelauer Lände bis zur Friedensbrücke.
Ein Teil des Gebiets, zwischen Bahnhof und Donaukanal, rund um den Spittelauer Platz, ist von der Stadt Wien als bauliche Schutzzone Althan definiert.

## Geschichte

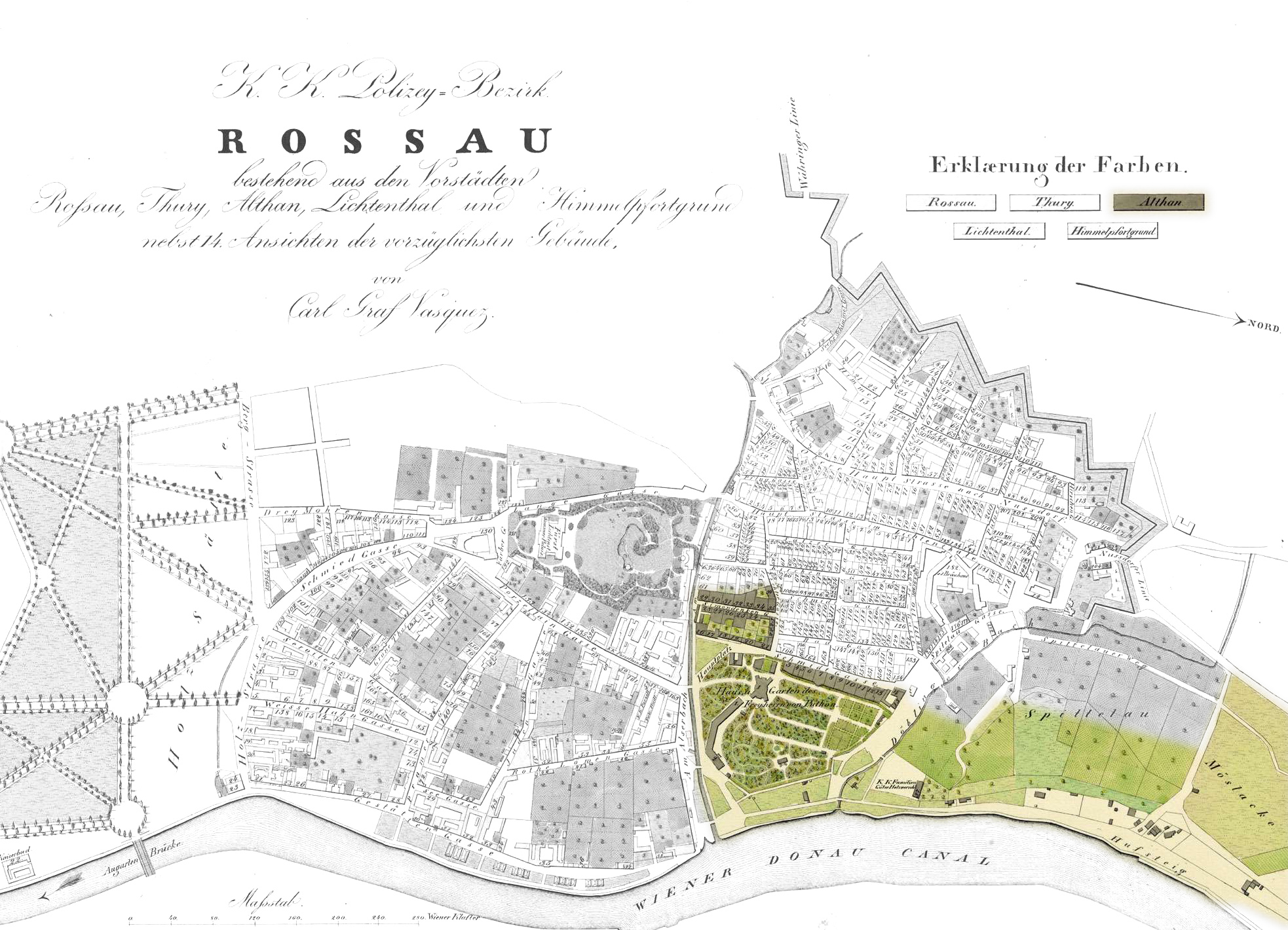
Althangrund um 1830

Das Gebiet des Althangrundes war lange Zeit unbesiedelt. Die zum Gebiet gehörende Spittelau wurde jedoch bereits 1350 dem Bürgerspital zugesprochen, von der das Augebiet am Donaukanal seinen Namen erhielt. 1679 wurden hier sieben Baracken errichtet, um die Pestkranken von der Bevölkerung zu isolieren. Der Name Althangrund geht wiederum auf Christoph Johann Graf Althan, „Obrist-Hofkuchelmeister und Obrist-Hof-Landjägermeister“ zurück, der den Bezirksteil 1690 erwarb. Ähnlich wie Fürst Liechtenstein im benachbarten Lichtental ließ Althan an der Als einen Garten sowie von Johann Bernhard Fischer von Erlach ein Lusthaus, das Palais Althan, errichten. 1706 starb Althan und vererbte seinen Besitz seinem Sohn Gundacker von Althan, der das Gebiet 1713 an das Wiener Magistrat verkaufte. Eine echte Besiedelung des Gebietes begann jedoch erst ab 1724, als in der Althanstrasse 2 bis 12 eine Zeile einstöckiger Wohnhäuser errichtet und insbesondere von Handwerkern besiedelt wurde. Das Palais selbst erwies sich für die Stadt Wien zunächst als unrentabler Besitz. 1754 wurde es an den Handelsmann Johann Georg Schuller verkauft, sein Sohn Johann Baptist Pouthon, Eigentümer ab 1777, ließ das Palais umbauen und den Park im französischen Stil in einen englischen Landschaftspark umwandeln.
In einem Wanderführer aus dem Biedermeier, dem Werk Wien’s Umgebungen auf zwanzig Stunden im Umkreise von Adolf Schmidl (1835), wird ein Unglück knapp innerhalb des Linienwalles zu Nussdorf aus dem Jahre 1779 beschrieben, durch welches der Althangrund schwer betroffen war. Ein dort bestehendes Munitionsmagazin flog wegen des Tabakrauchens oder wegen des Funkenschlagens der genagelten Militärschuhe eines Artilleristen in die Luft und diese Explosion tötete 25 „Handlanger und Constabler“ (Unteroffiziersdienstgrad in der Artillerie) sowie viele unbeteiligte Passanten. Die Auswirkungen reichten bis in die Brigittenau, den Augarten, das Schottenviertel und zur Währinger Pfarrkirche, in deren Wand zwei Kugeln zur Erinnerung eingemauert wurden. Die direkt vor dem Magazin stehende Schildwache kam, abgesehen von lebenslanger Taubheit, nahezu unverletzt davon.

„Eine Kugel tödtete hier eines der Pferde des Prälaten Ambros Lorenz von Klosterneuburg, welcher eben vorbeifuhr und unbeschädigt blieb, obwohl er später an den Folgen des Schreckens starb. Er erbaute diese Gedächtnißsäule [genannt die „Prälatensäule“], und noch jetzt bewahrt man im Stifte jene Kugel.“

Diese Säule stand Ecke Althan- und Liechtensteinstraße; sie wurde aus Verkehrsrücksichten später abgetragen und auf dem nahen Liechtenwerder Platz wiedererrichtet.
Die Spittelau wurde im 19. Jahrhundert zum Ausgangspunkt der Kaiser-Ferdinands-Wasserleitung, die Ferdinand I. errichten ließ. Dafür wurde in diesem Bereich das Grundwasser der Donau mittels Saugkanälen entnommen und in Wassertürmen gespeichert. Wegen Qualitätsmängeln und mangelnder Kapazität wurde die Wasserleitung jedoch 30 Jahre später durch die I. Wiener Hochquellenwasserleitung ersetzt. An der Stelle des Maschinenhauses steht heute die Müllverbrennungsanlage Spittelau. 1850 wurde das gesamte Gebiet schließlich in den neugebildeten Bezirk Alsergrund integriert und zu Wien eingemeindet.
1872 wurde auf dem Areal des ehemaligen Palais Althan-Pouthon der Franz-Josefs-Bahnhof errichtet. Ab 1978 wurde über dem Gelände des Frachtenbahnhofs des Franz-Josefs-Bahnhof das Universitätszentrum Althanstraße mit der Wirtschaftsuniversität Wien und anderen Einrichtungen der Universität Wien errichtet.
Ein um 1910 entstandenes Ensemble sind die Gebäude rund um den Spittelauer Platz (das sich in die Gussenbauergasse, Ingen-Housz-Gasse und Grundlgasse fortsetzt) und für das Architekten wie Ernst Epstein und Richard Modern Häuser bauten.

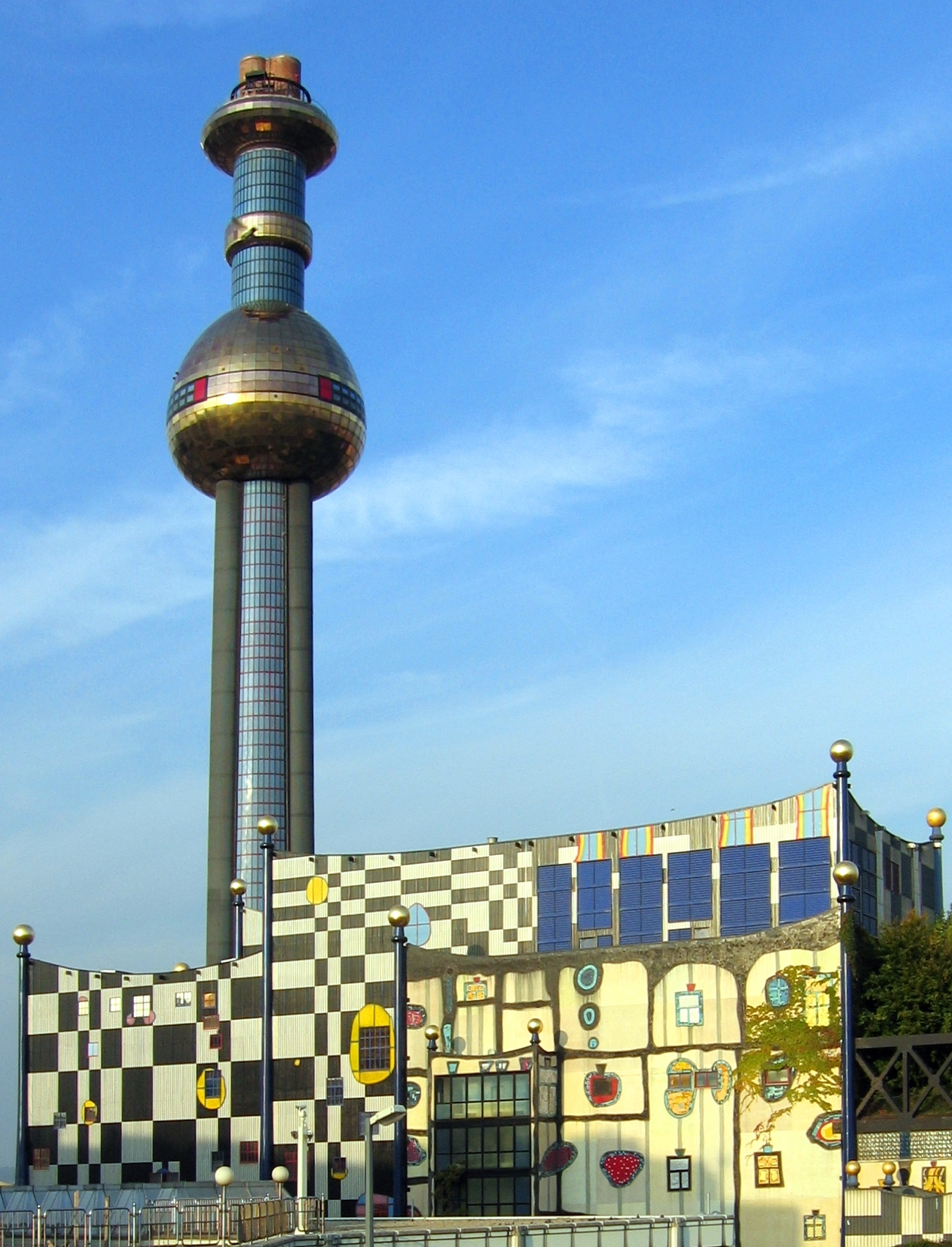
Müllverbrennungsanlage Spittelau
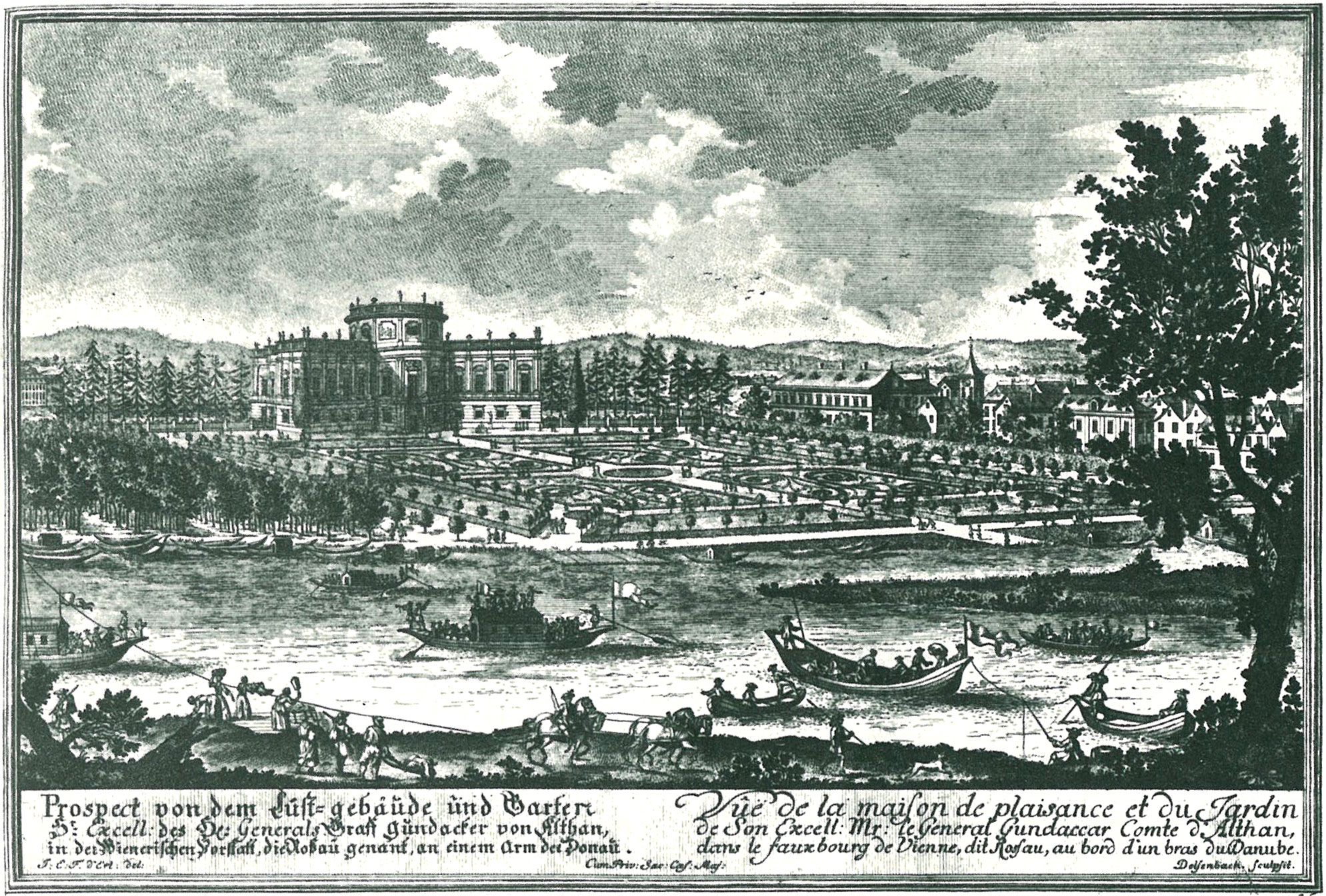
Palais Althan-Pouthon (1720)
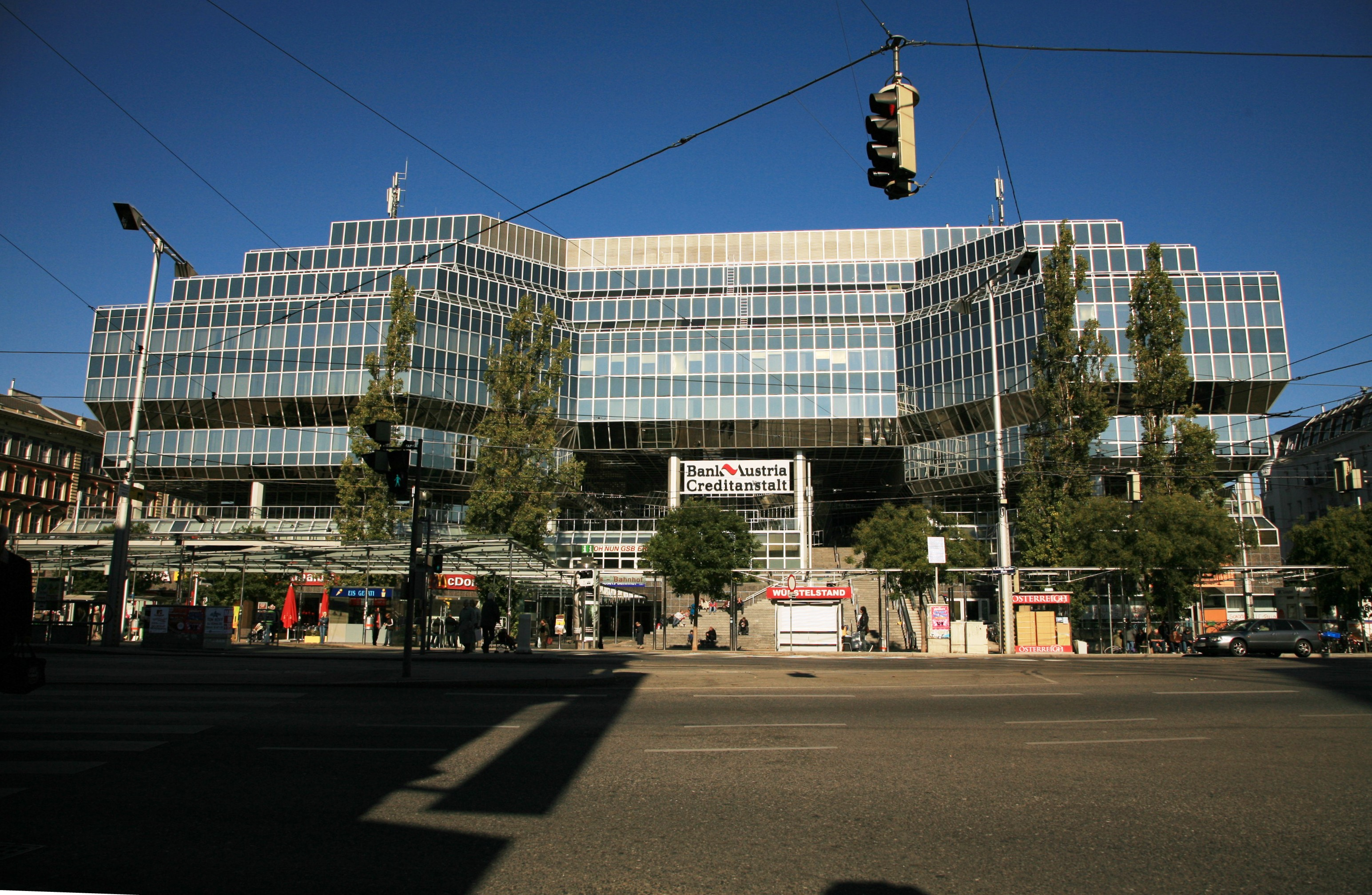
Franz-Josefs-Bahnhof
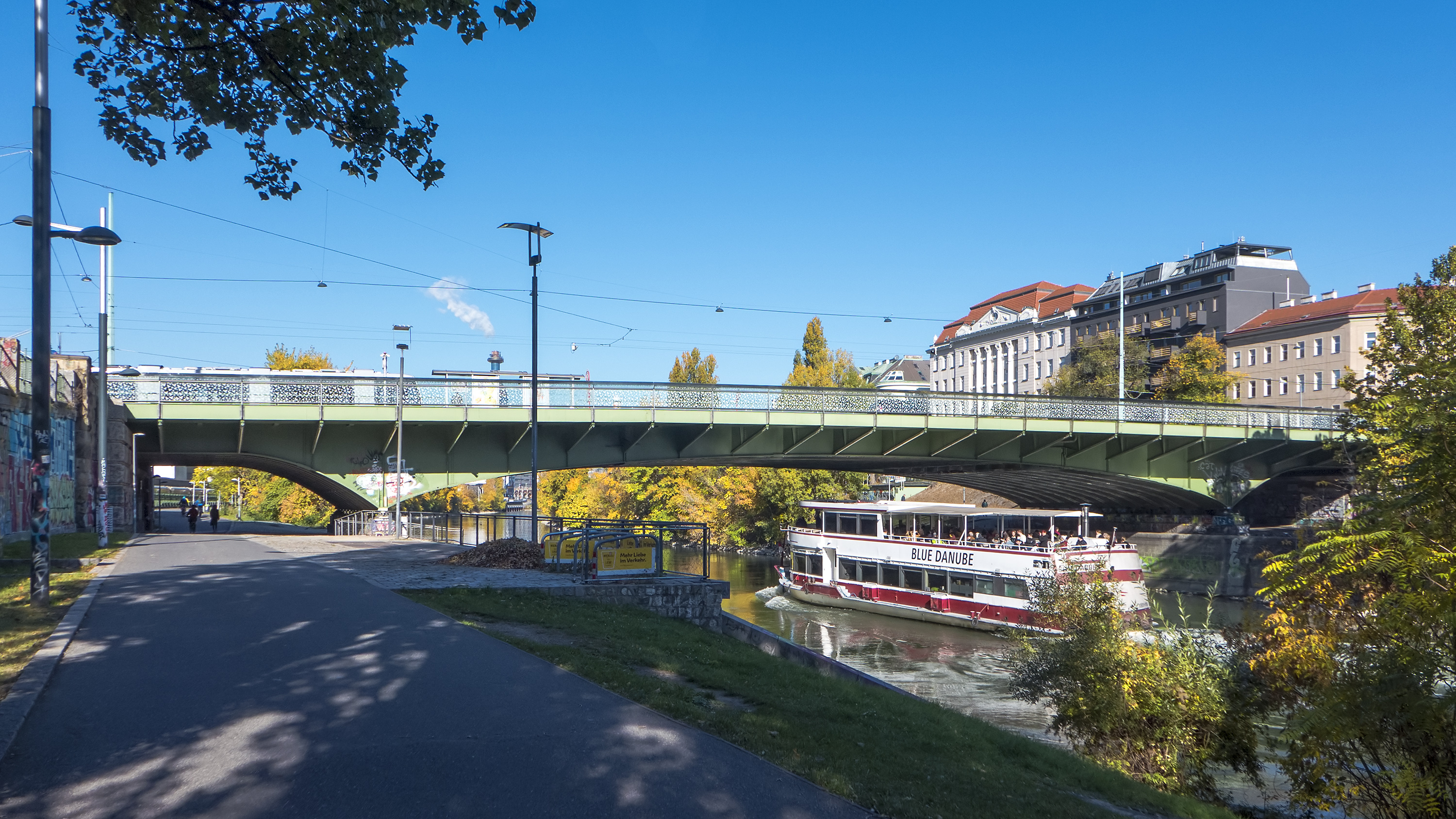
Friedensbrücke

## Persönlichkeiten
- Josef Schwemminger (1804–1895), Landschaftsmaler
- Heinrich Schwemminger (1803–1884), Historienmaler